# صموئيل يوجينيو
صموئيل يوجينيو (بالإسبانية: Samuel Eugenio)‏ هو لاعب كرة قدم بيروفي، ولد في 1960 في سان فيسينتي دي كانيتي في بيرو، وتوفي في 13 مايو 2019. لعب مع الجامعي دي بيرو.

## وصلات خارجية
- صموئيل يوجينيو على موقع قاعدة بيانات كرة القدم.إي يو (الإنجليزية)
- صموئيل يوجينيو على موقع ناشيونال فوتبول تيمز (الإنجليزية)